# Isabel Fernández Ibarra
Isabel Margarita Fernández Ibarra (Santiago, 19 de octubre de 1986) es una presentadora de televisión, locutora radial, organizadora de eventos y disc jockey chilena.

## Carrera televisiva
Entró a la televisión a los 14 años siendo uno de los rostros juveniles de Chilevisión, entre 2002 y 2003 animó el programa juvenil Ciudad cuática junto a Gonzalo Feito. En 2003 condujo y fue notera del programa El club de los tigritos; ese año fue conductora del programa infantil Tigritos. Desde comienzos de 2004 fue conductora del programa juvenil Invasión donde continuó hasta 2008.
En 2004 y 2005 fue la locutora del programa juvenil de radio Marea Hit en FM Hit. También ha participado como rostro publicitario para marcas como Seven Up y Saxoline.
En 2009 participó en la tercera temporada del reality show Pelotón, donde fue la segunda eliminada. Posteriormente se integra a Calle 7 por un par de semanas con la finalidad de darle publicidad a Pelotón, sin embargo tuvo que competir en las pruebas físicas que caracterizan dicho programa. Posteriormente se llegó a un acuerdo en que ella podría quedarse en el programa si escribía su nombre correctamente en el nuevo contrato. Fue eliminada del programa ese mismo día.
En 2010 fue la conductora del programa Onoff, posteriormente de Código urbano donde continua hasta la actualidad. En 2011 condujo el programa "Soy saiyayín y tengo dinero", "Presión botones y me creo artista", "No conozco la realidad de mi país" y "Me importa un copi la gente".
En 2015, Fernández publicó en su Facebook que volvería a la televisión en el programa Invasores por el Canal Livtv Canal 54 Chile. 

## Otros proyectos
Desde 2004 Fernández se destaca como disc jockey, animadora y productora de eventos; en 2006 animó el Festival de música: Balmaceda 1215 en la estación Mapocho, en 2007 fue rostro de La campaña nacional de prevención del VIH y animó el evento Navidad 2007 realizado por el Gobierno de Chile. En 2010 organizó la campaña La Batalla contra el Cáncer junto a Reggaeton Boys y posteriormente trabaja como rostro y asistente de producción de la campaña de captación de voluntariado de Coanil.  Este año participá en un partido de futbol femenino a beneficio de la teletón 2010; anteriormente ya había participado en la Teletón 2007 con la organización Niños y jóvenes con la Teletón 2007. Ya en el 2015, Isa Fernández considera que ha sido rehabilitada, la Teletón no considera lo mismo.
Algunos de sus trabajos como productora de televisión incluyen documentales, largometrajes y episodios pilotos de sitcoms para el Instituto profesional Arcos, así también ha sido parte de la producción de varios de los programas que ella conducía como lo eran Trigitos, Invasión y Código urbano.
Actualmente es estudiante de comunicación audiovisual en el Instituto profesional Arcos.

## Vida personal
En una entrevista en el canal Mega, Fernández confiesa ser lesbiana, pese a que anteriormente, tuvo relaciones con hombres, pero más tarde se dio cuenta de su real orientación sexual.

## Carrera televisiva
| Año       | Programa                | Rol          | Otras notas |
| --------- | ----------------------- | ------------ | ----------- |
| 2002-2003 | Ciudad Cuática          | Conductora   | CHV         |
| 2003      | El club de los tigritos | Conductora   | CHV         |
| 2003      | Tigritos                | Conductora   | CHV         |
| 2004      | Promedio Rojo           |              |             |
| 2004-2008 | Invasión                | Conductora   | CHV         |
| 2009      | Pelotón                 | Participante | TVN         |
| 2009      | Calle 7                 | Participante | TVN         |
| 2010      | Onoff                   | Conductora   | 13C         |
| 2010      | Código urbano           | Conductora   | UCV         |
| 2011      | El experimento          | Protagonista | TVN         |
| 2015      | Invasores               | Conductora   | Liv TV      |